# Lina Haag
Lina Haag, geboren als Lina Jäger, (Hagkling, 18 januari 1907 – München, 18 juni 2012) was tijdens de Tweede Wereldoorlog een Duitse verzetsstrijdster en gevangene in het vrouwenconcentratiekamp bij Moringen en Lichtenburg bij Wittenberg. Op haar honderdste, in 2007, kreeg ze de Dachau-prijs.

## Biografie
Lina Haag werd geboren in Hagkling in de toenmalige gemeente Altersberg bij Gschwend in Württemberg. Haar vader meldde haar aan bij het Kommunistischer Jugendverband Deutschlands, de jeugdbeweging van de KPD, de Duitse communistische partij. Daar leerde ze in 1920 Alfred Haag kennen, die net als zij uit een eenvoudig gezin kwam. Ze trouwden in 1927 en kregen een kind.  
In nazi-Duitsland werd ze in verschillende gevangenissen en kampen gevangen gehouden en gepijnigd. Ze gaf de ter dood veroordeelde Liselotte Herrmann na het vonnis acht pijnstillers die ze voor zichzelf had gespaard. Na haar eigen vrijlating werd ze herenigd met haar dochter. Ze ging vervolgens bijna dagelijks naar het hoofdkwartier van de SS om te vragen om de vrijlating van haar man, die al sinds 1933 gevangen zat. Uiteindelijk kreeg ze toestemming om met Heinrich Himmler te spreken, waar ze opnieuw om vrijlating van Alfred vroeg. Himmler zorgde vervolgens inderdaad voor zijn vrijlating uit het concentratiekamp Mauthausen. Alfred was daar en in Dachau gemarteld. Hij werd al snel opgeroepen om te vechten aan het oostfront. Hun huis in Berlijn was gebombardeerd. Lina werd overgebracht naar een ziekenhuis in Garmisch-Partenkirchen om daar te werken. Vanaf hier schreef ze een brief over haar ervaringen naar Alfred, niet wetend of ze hem ooit nog zou zien. Deze brief is gepubliceerd in het boekje Eine Hand voll Staub – Widerstand einer Frau 1933 bis 1945.
In 1948 kwam Alfred vrij uit een krijgsgevangenenkamp van het Rode leger van de Sovjet-Unie. Tot zijn dood in 1982 leefden Alfred en Lina Haag samen. Lina is haar leven lang pacifiste gebleven en woonde tot haar dood in München. Ze werd 105 jaar oud.

## Publicatie
- Eine Hand voll Staub – Widerstand einer Frau 1933 bis 1945 (1947)

- Gemeinsame Normdatei: 118544039
- International Standard Name Identifier: 0000 0000 5173 120X
- Library of Congress Control Number: no2008106832
- Nationale Bibliotheek van Letland: 000287758
- Nederlandse Thesaurus van Auteursnamen: 070770700
- Système universitaire de documentation: 115291253
- Virtual International Authority File: 52481048
- WorldCat: E39PBJjtf3DxC3v83Mq9Q6KPQq